# Rudolf Reder
Rudolf Reder, né le 4 avril 1881 à Dębica en Autriche-Hongrie et mort en 1977 au Canada, est, avec Haïm Hirszman, l'un des deux seuls survivants et témoins connus du camp d'extermination de Bełżec,.

## Biographie
Né en Galicie, région d'Autriche-Hongrie qui devient polonaise après la Première Guerre mondiale, Rudolf Reder est savonnier à Lvov. Pendant l'occupation allemande, même si la ville n'a pas encore de ghetto, des rues ont été désignées comme exclusivement juives dans le troisième district de Lvov. Alors qu'il travaillait à son atelier, des hommes de la Gestapo ont enfoncé la porte, l'ont battu, et emmené. C'est le matin du 10 août 1942. Il est emmené au camp de transit de Janowska. Le lendemain matin, il est emmené avec d'autres à la gare de Kleparów. Sur la rampe, cinquante wagons attendent. Sans eau ni nourriture, ils sont entassés, battus. Le train démarre à 8h00. Vers midi, il arrive à la gare de Belzec.
[réf. souhaitée]

### Belzec
Déporté à Bełżec le 11 août 1942, Reder, qui a alors 61 ans, est affecté au Sonderkommando. Il  passe trois mois et demi à Bełżec au moment où l'activité de mort du camp bat son plein. Il est contraint de participer à l'extermination en sortant les cadavres des chambres à gaz et les transportant jusqu'aux fosses.
Au moment où Rudolf Reder est déporté à Belzec, le camp compte six chambres à gaz en béton. Derrière les portes, il entend des cris désespérés en yiddish ou en polonais. Reder estime à 750 personnes/chambre à gaz, comptage réalisé par les Askars (Ukrainiens), même si des historiens ont établi que les six chambres permettaient de gazer jusqu'à 1 500 personnes en tout. Durant l'été 1942, la plupart des juifs assassinés viennent de Galicie mais Reder voit aussi arriver des convois slovaques et tchèques. À la fin de novembre 1942, lors d'une mission à Lvov, il parvient à s'évader.

### Témoignages
Rudolf Reder témoigne à trois reprises au cours de l'année 1945, deux fois devant la commission historique juive (pl) et une fois devant Jan Sehn, un procureur qui enquête sur les crimes nazis en Pologne. Avec l'aide de Nella Rost, Rudolf Reder couche son histoire par écrit dans un livre intitulé simplement Bełżec. Publié en 1946 à Cracovie sous la forme d’un livret de 74 pages, c'est un document de référence sur l'histoire de Bełżec, le camp de mort immédiate le moins connu de l'Aktion Reinhard. L'historien britannique Michael Tregenza considère toutefois le témoignage de Reder comme peu fiable, parce qu'il comporte des contradictions et des inexactitudes, par exemple un nombre très exagéré de victimes, des assertions incorrectes sur les dimensions du camp et des fosses communes, ainsi que la mention de Roumains et de Norvégiens qui auraient participé à l'extermination. Des négationnistes ont utilisé les contradictions et les inexactitudes de Reder pour nier l'existence des chambres à gaz.

### Après-guerre
On sait peu de choses de sa vie après la guerre. Il épouse la femme qui l'a caché après son évasion de Bełżec. Après un passage en Israël, il émigre au Canada  en 1953. Il change alors de nom pour devenir Roman Robak. Sous son nouveau nom, il témoigne en 1960 auprès des procureurs allemands qui préparent un procès contre les bourreaux de Bełżec qui a lieu pendant quatre jours seulement en 1965. Il meurt à Toronto en 1977.

## Place de son livre dans la connaissance de Bełżec
Faute de témoins et de documentations officielles, Bełżec est resté longtemps un camp mal connu, le rapport Gerstein constituant la principale source historique. Le livre de Reder reste pendant longtemps peu accessible aux historiens hors de Pologne. Il ne commence à être utilisé de manière plus fréquente qu'à la fin des années soixante-dix. Michael Tregenza en fait un résumé assez complet dans le premier article consacré uniquement à Bełżec en 1977. Il a été traduit en anglais et est disponible dans des recueils sur les camps de mort immédiate de l'Aktion Reinhard.

## Œuvre
- (pl) Bełżec, Cracovie, Centralna Żydowska Komisja Historyczna, 1946, 143 p. (ISBN 83-907715-3-5 et 978-83-9077153-3)